# Sun Myung Moon
Sun Myung Moon (n. 25 februarie 1920, Sangsa-ri, Coreea, d. 3 septembrie 2012, Seul) a fost fondatorul Bisericii Unificării.
Când avea 10 ani, familia lui s-a convertit la o formă penticostală de prezbiterianism, care încuraja practici atribuite Duhului Sfânt. În 1936, la vârsta de 16 ani, Moon a avut o vedenie în care Iisus Hristos însuși l-a anunțat că a fost ales de Dumnezeu pentru a duce la capăt restaurarea Împărăției lui Dumnezeu pe pământ. Ulterior, el a primit și alte revelații, însă nu le-a făcut publice până în 1946.

## Biografia
Sun Myung Moon s-a născut  pe data de 25 februarie 1920, cu numele Mun Yong-myeong, în Provincia Pyonganul de Nord din Coreea de Nord, pe timpurile când Coreea era sub ocupația japoneză. El a fost cel mai mic fiu din cei doi fii, într-o familie de fermieri cu 8 copii.  Familia lui Moon a respins religia șintoistă impusă de către ocupanții japonezi și a urmat confucianismul, până când el avea în jur de 10 ani; atunci ei s-au convertit la creștinism și s-au alăturat Bisericii Presbiteriene.
Moon a spus că atunci când avea 15 ani Iisus Hristos l-a rugat să ducă la bun sfârșit lucrarea sa neterminată, prin a deveni Părinte pentru toată omenirea.
În 1941, Moon a început studiile în ingineria electrică la Universitatea Waseda din Japonia. În 1943, el s-a reîntors la Seul.
După cel de-al doilea război mondial, Coreea a fost divizată de-a lungul paralelei 38 în două tabere, una sub protecția Uniunii Sovietice și alta sub protecția SUA., Phenian a fost centrul creștinismului din Coreea până în 1945. La sfârșitul anilor patruzeci, circa 166 de preoți și persoane religioase au fost omorâte, sau au dispărut în lagăre de concentrare, inclusiv Francis Hong Yong-ho, episcopul Phenian-ului  și toți călugării din mănăstirea Tokwon., În 1947 Moon a fost condamnat de către guvernul Coreei de Nord pentru spionaj în favoarea Coreei de Sud, cu o sentință de 5 ani în lagărul de muncă din Hŭngnam. În 1950, în timpul războiului Coreean el a reușit să fie eliberat, în urma unui atac de către armatele SUA asupra închisorii din Coreea de Nord și s-a îndreptat spre Busan, Coreea de Sud.,,

## Biserica Unificării
În 1954, reverendul Moon a fondat în mod oficial Biserica Unificării cu numele „Asociația Duhului Sfânt pentru unificarea creștinismului Mondial” în Seul. El a atras repede mulți tineri care au ajutat pentru a construi bazele bisericii și afacerile și organizațiile culturale afiliate. El a predicat un sistem de valori conservator, orientat spre familie și interpretarea sa a Bibliei.
Principiul Divin sau Expunerea Principiul Divin (coreeană 원리 강론 / 原理 講 論, Wonli Ganglon) este principalul manual teologic al Bisericii Unificării. A fost co-scris de fondatorul bisericii Sun Myung Moon și unul din primii ucenici Hyo Won Eu și publicat pentru prima dată în 1966. O traducere a cărții, întitulată Principiul Divin a fost publicată în limba engleză în 1973. Cartea reprezintă miezul Teologiei Unificării, și este considerată de credincioși ca parte a Sfintei Scripturi. Teologia Unificării sistematizată în această carte cuprinde:
(1) Idealul lui Dumnezeu și Scopul lui Dumnezeu pentru care a creat oamenii
(2) Cauza conflictelor și a eșuării împlinirii Idealului lui Dumnezeu - Căderea omului în păcat și 
(3) Procesul de Restaurare (a Idealului lui Dumnezeu) - procesul prin care Dumnezeu de-a lungul întregii istorii a omenirii lucrează pentru a elimina efectele negative ale căderii în păcat și de a restabili omenirea înapoi la relația și poziția pe care Dumnezeu a intenționat-o de la bun început.
Dumnezeu este privit ca creator, a cărui natură combină atât masculinitatea cât și feminitatea, și este sursa adevărului, frumuseții, și bunătății. Ființele umane și universul reflectă natura, scopul și personalitatea lui Dumnezeu. "Relația de Dare și Primire” (interacțiunea reciprocă) și "Pozițiile de subiect și obiect" (inițiator și receptor) sunt "conceptele cheie", și sinele este proiectat pentru a fi obiect al lui Dumnezeu. Scopul existenței umane este de a reîntoarce bucurie lui Dumnezeu. "Fundamentul celor Patru Poziții" este "un alt concept important", și explică în parte importanța familiei.
Eugene V. Gallagher a comentat: "Analiza Căderii din principiul divind stabilește scena pentru misiunea Rev. Moon, care în ultimele zile aduce o revelație care oferă omenirii șansa de a reveni la o stare edenică. Relatarea din Principiul Divin oferă Unificaționiștilor un context global pentru a înțelege suferința umană. "
Deși inițial trăiau în comun, adepții lui au revenit treptat la forma de familie tradițional-creștină (monogamie). Ceremoniile de binecuvântare au atras atenția în presă și în imaginația publicului, fiind adesea etichetate „nunți în masă”. Pe oameni care nu s-au cunoscut niciodată, din țări complet diferite, Mesia din Biserica Unificării îi căsătorea prin tombolă (englezește matching). Le venea răvaș că o anumită persoană, aleasă special pentru ea/el de Mesia, le va deveni soț/soție. Unii dintre ei nu-și vedeau viitorul partener decât în ziua „căsătoriei”. Urmau ceremonii publice de binecuvâtare în masă. Cei care nu fuseseră deja căsătoriți legal urmau să încheie căsătorii legale în țara în care se stabileau. Menite să evidențieze accentul pus de biserică pe moralitatea tradițională, ele i-au adus lui Moon atât faimă, cât și controverse.